# داییچی
داییچی (به صربی: Dajići) یک منطقهٔ مسکونی در صربستان است که در ایوانئیتسا واقع شده‌است. داییچی ۵۳٫۵۶ کیلومتر مربع مساحت و ۲۲۸ نفر جمعیت دارد.